# FBI Ten Most Wanted Fugitives
FBI Ten Most Wanted Fugitives er en liste over de mest eftersøgte, der vedligeholdes af den amerikanske Federal Bureau of Investigation (FBI). Listen blev oprettet efter en samtale afholdt i slutningen af 1949 mellem J. Edgar Hoover, direktør for FBI, og William Kinsey Hutchinson, chefredaktør for International News Service (forgængeren for United Press International), hvor de diskuterede metoder til at fremme arrestationen af FBIs "hårdeste fyre". Denne diskussion videreførtes i en artikel, som fik så meget positiv omtale, den 14. marts 1950, FBI offentliggjorde listen for at øge organisationens muligheder for at fange farlige eftersøgte.

## Listen fra 4. december 2014
- Víctor Manuel Gerena
- Glen Stewart Godwin
- Robert William Fisher
- Alexis Flores
- Jason Derek Brown
- Eduardo Ravelo
- Semen Mogilevitj
- Fidel Urbina
- Bradford Bishop
- Yaser Abdel Said